# Ogrodnik Pankracy
Ogrodnik Pankracy (ang. Percy the Park Keeper) – serial animowany produkcji brytyjskiej, który miał swoją premierę 1 grudnia 1996 roku na brytyjskim kanale CITV. W Polsce emitowany był na kanale JimJam, dawniej w paśmie Wieczorynki w TVP1.

## Opis
Pankracy jest opiekunem parku oraz przybranym ojcem wszystkich zwierząt żyjących w nim. Życie Pankracego i zwierząt w parku jest bardzo udane, wszyscy są szczęśliwi. Zwierzęta zwracają się do Pankracego z każdym problemem lub kiedy mają ochotę na zabawę i gry w parku. 

## Wersja polska
Wersja polska: Telewizyjne Studia Dźwięku w Warszawie

Reżyseria: Andrzej Bogusz

Dialogi: Katarzyna Precigs

Tłumaczenie:
- Bożena Bokota (odc. 1),
- Sławomir Cyra (odc. 2-4)

Dźwięk: Paweł Gniado

Montaż: Zofia Dmoch

Kierownictwo produkcji: Monika Wojtysiak

Wystąpili:
- Jacek Dzisiewicz – Pankracy
- Anna Wróblówna
- Krystyna Królówna
- Leszek Abrahamowicz
- Krzysztof Strużycki
- Artur Kaczmarski – Lis
- Iwona Rulewicz
- Agnieszka Kunikowska
- Andrzej Bogusz
- Jacek Jarosz – Borsuk
- Mirosław Jękot – Kret
- Jolanta Wilk
- Grzegorz Wons
- Tomasz Bednarek
- Rafał Żabiński
- Anna Apostolakis-Gluzińska – Mały ptaszek (odc. 11)
- Brygida Turowska-Szymczak

i inni
Lektorzy:
- Stanisław Olejniczak (odc. 1),
- Andrzej Bogusz (odc. 2-17)

## Spis odcinków
| Nr             | Polski tytuł                          | Angielski tytuł                       |
| -------------- | ------------------------------------- | ------------------------------------- |
|                |                                       |                                       |
| SERIA PIERWSZA |                                       |                                       |
|                |                                       |                                       |
| 01             | Pewnej śnieżnej nocy                  | One Snowy Night                       |
|                |                                       |                                       |
| 02             | Labirynt                              | The Secret Path                       |
|                |                                       |                                       |
| 03             | Niesforny królik                      | The Rescue Party                      |
|                |                                       |                                       |
| 04             | Po burzy                              | After The Storm                       |
|                |                                       |                                       |
| SERIA DRUGA    |                                       |                                       |
|                |                                       |                                       |
| 05             | Balonik dla jeżyka                    | The Hedgehog's Balloon                |
|                |                                       |                                       |
| 06             | Czkawka lisa                          | The Fox's Hiccups                     |
|                |                                       |                                       |
| 07             | Ciepłe ubranko dla lisa               | One Warm Fox                          |
|                |                                       |                                       |
| 08             | O króliczce, która bała się ciemności | The Rabbit Who Was Afraid of the Dark |
|                |                                       |                                       |
| 09             | Pogoda na sanki                       | Sledge Ride                           |
|                |                                       |                                       |
| 10             | Skrzydła jeżyka                       | The Hedgehog's Wings                  |
|                |                                       |                                       |
| 11             | Nauka latania                         | The Owl's Lesson                      |
|                |                                       |                                       |
| 12             | Borsuk w kąpieli                      | Badger's Bath                         |
|                |                                       |                                       |
| 13             | Sowa przejmuje dowodzenie             | Owl Takes Charge                      |
|                |                                       |                                       |
| 14             | Bardzo przydatny mały przyjaciel      | A Very Useful Little Friend           |
|                |                                       |                                       |
| 15             | Wyspa skarbów                         | Treasure Island                       |
|                |                                       |                                       |
| 16             | Zabawa na śniegu                      | The Cross Rabbit                      |
|                |                                       |                                       |
| 17             |                                       | The Lost Acorn                        |
|                |                                       |                                       |